# Ironie

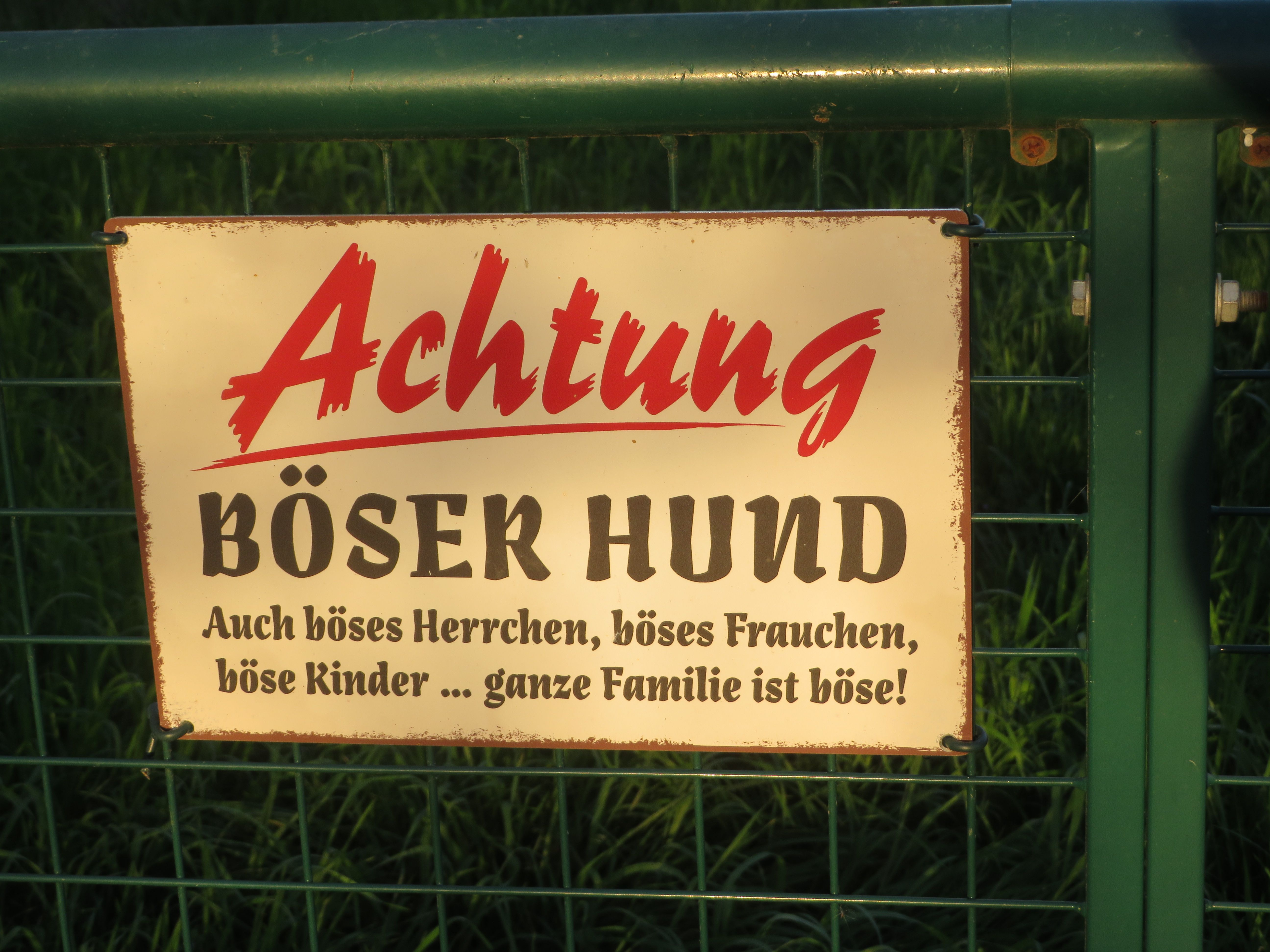
Beispiel für Ironie: Gewarnt wird nicht nur vor einem bösen Hund, was normal wäre, sondern gleich vor einer ganzen bösen Familie, die hier wohnt. Gemeint ist wohl, dass die Familie gar nicht böse ist, sondern Humor hat.

Ironie (altgriechisch εἰρωνεία eirōneía, wörtlich „Verstellung, Vortäuschung“) bezeichnet zunächst eine rhetorische Figur (auch als rhetorische Ironie oder instrumentelle Ironie bezeichnet). Dabei behauptet der Sprecher etwas, das seiner wahren Einstellung oder Überzeugung nicht entspricht, während er diese jedoch für ein bestimmtes Publikum ganz oder teilweise durchscheinen lässt. Sie kann dazu dienen, sich von den zitierten Haltungen zu distanzieren oder sie in polemischer Absicht gegen angesprochene Personen zu wenden.
Seit dem Ende des 18. Jahrhunderts bezeichnet Ironie auch eine literarisch-philosophische Haltung (romantische Ironie), in der das Kunstwerk seinen eigenen Entstehungsprozess mit darzustellen scheint.
In Bezug auf Ereignisse wird der Begriff Ironie oft auf ein Handeln des – personifiziert gedachten – Schicksals bezogen, wenn Absicht und Zufall auf besondere, meist unvorhersehbare Weise aufeinander bezogen sind (entweder antizipatorisch oder antagonistisch). Dabei ist auch von „Ironie des Schicksals“, „Ironie der Geschichte“ oder „Ironie des Lebens“ die Rede (metaphysische Ironie).

## Rhetorische Ironie
Die einfachste Form der rhetorischen Ironie besteht darin, das Gegenteil dessen zu sagen, was man meint. Dabei appelliert der Sprecher an den Humor seiner Zuhörer, indem er ihnen zutraut, den Gegensinn zu durchschauen und die eigentlich gemeinte Aussage dahinter als solche zu erkennen, sei es, dass hier ein vermeintlich geteilter Sinn für Humor adressiert wird, um die Zuhörer für implizite Argumente zu gewinnen, oder auch nur um den Vortrag allgemein humoristisch aufzulockern. Jedenfalls dient ironischer Humor zur Erzeugung eines ‚Wir-Gefühls‘.
Um Missverständnissen vorzubeugen, kann Ironie dabei von Ironiesignalen (Mimik, Gestik, Betonung, Anführungszeichen usw.) begleitet sein, die den Rezipienten (Zuhörer oder Zuschauer) erkennen lassen, dass der Sprecher das Gesagte nicht wörtlich, sondern ironisch verstanden wissen will.
In der Regel beruht das Verstehen von Ironie darauf, dass Sprecher und Hörer wissen, dass der jeweils andere bestimmte Überzeugungen hat. Man spricht auch von „geteilten Wissensbeständen“ – hier bezüglich der Einstellungen zu einem Thema oder Gegenstand. Die ironische Äußerung verstößt scheinbar gegen das bekannte Wissen um die Überzeugungen des jeweils anderen: der Sprecher verletzt die Erwartung des Hörers, indem er eine andere als die Überzeugung zum Ausdruck bringt, die er dem geteilten Wissensbestand gemäß hat; oder er fordert den Hörer auf, einer Überzeugung zuzustimmen, von der er wissen müsste, dass der Hörer sie nicht hat. Als theoretisches Modell zur Erklärung der Entschlüsselung der ironischen Äußerung gilt die Theorie der konversationellen Implikaturen von Paul Grice. Diese Theorie liefert Kriterien zur Entdeckung, jedoch keinen Hinweis auf die Funktion der Ironie.
In der Linguistik wird diese Funktion als Bewertungskommunikation diskutiert. Die ironische Äußerung bringt indirekt Wertungen zur Sprache, die mit dem Gegenstand der geteilten Wissensbestände verbunden sind. Warum Ironie die gemeinte Bewertung nicht direkt, sondern indirekt ausdrückt, ist bisher nicht abschließend geklärt. Derzeit werden mehrere Ansätze parallel verfolgt: Die Anzeige einer „Bewertungskluft“ zwischen dem Geschehen und Gemeinten oder die Kommunikation zusätzlicher Beziehungsbotschaften. So kann die Verwendung einer ironischen Äußerung gegen die Kritik einer anderen Person äußern, dass trotz der Kritik affektive Einvernehmlichkeit besteht. Indem die Kritik ironisch verkehrt wird, zeigt der Sprecher eine Zurückhaltung im Vergleich zur unironischen Äußerung, die aussagt, dass die Beziehung zueinander positiv bewertet ist und zwar deutlich stärker als der negativ bewertete Gegenstand der Äußerung.
Die erfolgreiche Verwendung von Ironie ist zudem eine bewusste oder unbewusste Zurschaustellung des eigenen Wissensstandes, auch um Wissens- und Überzeugzungsbestände des Gegenübers bzw. anwesender Dritter, und ist daher Ausdruck der Fähigkeit, die Gedanken anderer vorwegzunehmen und zu reflektieren. Im Diskurs wird dieses Ausdrücken von intellektueller Überlegenheit teilweise selbst wieder funktionalisiert. In hierarchischen Situationen, z. B. Dozent-Student, spricht man in diesem Zusammenhang auch vom „Ironierecht“, das in der Regel dem höher gestellten Kommunikationspartner zusteht.

### Abgrenzung zur Lüge
Die Ironie wird gelegentlich als verwandt mit der Lüge gesehen. Tatsächlich ist beiden gemeinsam, dass es sich um bewusste Falschaussagen handelt. Aber der ironische Sprecher setzt voraus und wünscht, dass seine Zuhörer um die Unwahrheit des Gesagten wissen, während ein Lügner wünscht, dass ihm seine Falschinformation geglaubt wird. Wie oben deutlich gemacht, geht es bei einer ironischen Äußerung überhaupt nicht um die Vermittlung einer Information (deren Vorhandensein beim Gegenüber bereits vorausgesetzt wird), sondern um deren Bewertung. Als Übergangsform zwischen Lüge und Ironie kann die Spaßlüge oder scherzhafte Lüge zählen, bei der zwar tatsächlich eine (neue) Falschinformation übermittelt wird, deren fehlender Wahrheitsgehalt jedoch gleich darauf offenbart wird.

### Beispiele von Ironie
- A hat einen Stapel Geschirr fallen lassen. Daraufhin sagt B: „Prima machst du das!“ – Das geteilte Wissen besteht in diesem Fall darin, dass sowohl A als auch B wissen, dass es keineswegs lobenswert ist, einen Stapel Geschirr fallen zu lassen. Indem B ein vermeintliches Lob ausspricht, beachtet er dieses Wissen scheinbar nicht. Die Erkennung der Verstellung beruht darauf, dass der Hörer dies ebenfalls weiß und darüber hinaus auch weiß, dass der Sprecher dies weiß.
- Ein Familienvater rügt eine Geldausgabe mit der Äußerung: „Wir haben’s ja.“ – Der Vater geht hier davon aus, dass das Kind um die Beschränktheit der finanziellen Mittel der Familie weiß. Beide müssen über dieses gemeinsame Wissen verfügen.
- Eine häufige Definition besagt, Ironie sei das gegenteilige Meinen des Gesagten. Das fasst das Wesen der Ironie jedoch zu eng. Ein Beispiel ist ein gut gekleideter Politiker, der ironisch in einem Satz kommentiert wird: „Er ist stets außerordentlich gut gekleidet.“ Durch das Auslassen weiterer Bewertungen kommt die Frage auf, warum die politisch wichtigen Fähigkeiten nicht angesprochen werden. Gemeint sein kann eine wahrgenommene Unfähigkeit oder Profillosigkeit, jedenfalls nicht das direkte Gegenteil – der Politiker ist tatsächlich stets außerordentlich gut gekleidet.

### Verstehensmodell
Die ironische Äußerung verstößt gegen geteilte Wissensbestände, von deren Geteiltheit Sprecher und Adressat wissen. So müssen im zweiten obigen Beispiel Vater und Kind beide davon ausgehen, dass die finanziellen Mittel der Familie beschränkt sind. Die Äußerung des Vaters „Wir habens ja“ ist in ihren Augen falsch. Da das Kind weiß, dass dem Vater bekannt ist, dass es dies ebenfalls glaubt, kann es nicht annehmen, dass der Vater sich irrt oder lügt, sondern es muss glauben, dass er absichtlich etwas Falsches sagt, ohne täuschen zu wollen. Aus seiner Sicht verstößt das Gesagte gegen die Gricesche Konversationsmaxime der Qualität, „Versuche einen Gesprächsbeitrag zu liefern, der wahr ist“. Da nach dem Kooperationsprinzip das Kind davon ausgeht, dass der Vater ihm etwas mitteilen will und dabei an die Wissensbestände des Kindes anknüpft, versucht das Kind jetzt einen Sinn zu konstruieren. Dazu muss es eine Implikatur bilden, sodass mit diesem erschlossenen Gemeinten die Aussagen den Konversationsmaximen genügt. Nach dem Griceschen Kommunikationsmodell geschieht dies dadurch, dass der Hörer versucht, die mit der Äußerung verbundene Intention des Sprechers herauszufinden.
Welchen Zweck verfolgt der Vater gegenüber dem Kind, wenn er absichtlich etwas Falsches sagt? Indem erkannt wurde, dass die Äußerung unwahr ist, musste sich das Kind bewusst machen, dass die finanziellen Mittel der Familie beschränkt sind. Nun aktiviert das Kind weiteres Weltwissen, z. B. „Man darf keine unnützen Ausgaben machen“ oder „Väter erziehen ihre Kinder, u. a. zur Sparsamkeit“. Aus diesem Weltwissen heraus erkennt das Kind jetzt die Intention des Vaters, das Kind darauf hinzuweisen, dass man generell keine unnützen Ausgaben machen soll, auch wenn es in diesem Einzelfall geschehen ist. Es fühlt sich ermahnt, in Zukunft derartige Ausgaben zu vermeiden, und hat somit das ironisch Gemeinte erschlossen.

### Misslingen der Ironie im Verstehensmodell
Das Verstehensmodell ist mehrstufig und auf jeder Stufe gibt es mögliche Ursachen für das Misslingen der Ironie, das Missverstehen der ironischen Äußerung.
- Das Wissen ist doch nicht geteilt: Ginge das Kind fälschlicherweise davon aus, dass die Familie reich wäre, so misslänge die Kommunikation, da aus Sicht des Kindes der Vater gegen die Maxime der Quantität verstoßen hätte, dass also seine Äußerung („wir haben es ja“) keine neue Information enthielte. Das Kind würde also versuchen einen Sinn darin zu finden, dass der Vater etwas Selbstverständliches sagt. Dies wäre in jedem Fall nicht das ironisch Gemeinte, und dem Kind könnte die Konstruktion eines Sinnes auch völlig misslingen, und es verstünde gar nichts.
- Der Adressat weiß doch nicht um die Geteiltheit des Wissens: Wüsste das Kind zum Beispiel von der Mutter um die Beschränktheit der finanziellen Mittel, und dass der Vater häufig so tut, als wäre er reich, so könnte das Kind davon ausgehen, dass der Vater es anlügt, um vor dem Kind als reich dazustehen.
- Das Kind ist (noch) nicht in der Lage, die Intention des Vaters zu konstruieren: Hat das Kind erkannt, dass der Vater absichtlich etwas Falsches gesagt hat, so muss das Kind gemäß obigem Modell versuchen, die Intention hinter der Äußerung zu erkennen. Hat das Kind beispielsweise noch nicht ausreichendes Weltwissen, zum Beispiel bisher immer nur gesehen, dass das Geld aus dem Geldautomaten kommt, weiß es noch nicht, dass man keine unnützen Ausgaben tätigt und kann noch nicht die richtige Intention erschließen bzw. erkennen. Beispielsweise würde es stattdessen meinen, der Vater würde einen Scherz machen. Das Kind ist noch nicht ironiefähig, da es noch nicht in der Lage ist, komplexe Sprecherintentionen zu erkennen.[7][8]

## Doppelte Ironie
Unter doppelter Ironie versteht man die anscheinende Benutzung des Stilmittels der Ironie, wobei aber das Gesagte dann doch wortwörtlich zutrifft. Der Zuhörer geht daher erst von Ironie aus, wird dann aber doch auf Grund der Logik eines Besseren belehrt und reagiert zuerst mit Verwirrtheit und dann mit Verständnis, was im Allgemeinen den Effekt der Ironie noch verstärkt. Meist nutzt man bei der doppelten Ironie eine bereits ironische Aussage und stellt diese als völlig natürlich dar, um diese dann ein weiteres Mal ins Gegenteil zu übersetzen. Der Zuhörer wird dadurch gezwungen, den Satz zweimal umzuformen, um an den eigentlichen Sinn zu kommen, was sich nicht immer als einfach erweist.

## Sokratische Ironie
Als sokratische Ironie bezeichnet man häufig ein sich klein machendes Verstellen (man stellt sich dumm), um den sich überlegen wähnenden Gesprächspartner in die Falle zu locken, ihn zu belehren oder ihn zum Nachdenken zu bringen. Gemeint ist hiermit ein echtes Verstellen, das im Gegensatz zur rhetorischen Ironie nicht unbedingt als Verstellung erkannt werden will. Dieser Ironiebegriff entspricht der Bedeutung zur Zeit Sokrates’ und auch noch Aristoteles’. Erst mit der Ausbildung der Rhetorik  bekam der Begriff der Ironie seine heutige Bedeutung. Als echtes Verstellen galt in der Antike die Ironieverwendung auch als moralisch verwerflich. Sokrates bezeichnete seine Art der Gesprächsführung als Hebammenkunst (Mäeutik). Die sokratische Ironie ist allerdings eine Fehlinterpretation von außen, z. B. aus Sicht des Alkibiades in Platons Symposion, und keine Beschreibung von Sokrates’ wahrer Einstellung. Tatsächlich verstellte sich Sokrates nicht; er war von seinem Nichtwissen überzeugt (zur weiteren Diskussion der Frage „Verstellen“ versus „Echtes Nichtwissen“  → Sokrates: Abschnitt Sinn und Methode Sokratischer Dialoge). Der Philosoph ist kein Weiser, er strebt nach Weisheit. Im alltäglichen Sprachgebrauch wird mit dem Begriff der sokratischen Ironie aber doch zumeist auf ein echtes sich klein machendes Verstellen verwiesen.

## Metaphysische Ironie

### Objektive Ironien und Ironiker
Anfang des 19. Jahrhunderts wurde im Zusammenhang mit der Diskussion um die romantische Ironie die objektive Ironie als allgemeines, metaphysisches oder geschichtsphilosophisches Prinzip entwickelt. Die Ironie wird losgelöst von der verbalen Ironie und man sieht jetzt auch Ironie in Dingen, in Pseudoobjekten, die kein Bewusstsein haben, z. B. in der Welt, im Schicksal, der Geschichte, der Natur, in Situationen, im Kosmos. Die sich hieraus ergebenden Ironien, die Ironie der Welt, Ironie des Schicksals, Ironie der Geschichte usw., werden, da es kein ironisches Subjekt gibt, als objektive Ironien bezeichnet. Diese objektiven Ironien benötigen stets einen Zuschauer, ein Subjekt, den Ironiker, welcher die Ironie bemerkt. Der Ironiker in diesem Sinne ist jemand, der in der Welt den Widerspruch zwischen Ideal (als dem gemeinhin Erwarteten) und Wirklichkeit als eine objektive Ironie erkennt. Allerdings gibt es fließende Außengrenzen der objektiven Ironie.

### Ironie des Schicksals
Insbesondere der Begriff der „Ironie des Schicksals“ wird inzwischen häufig verwendet, um nicht vorhersehbare und nicht beeinflussbare (meist tragische) Ereignisse oder Ereignisketten bzw. -zusammenhänge zu beschreiben, die so wirken, wie wenn eine höhere Macht sie gesteuert hätte, um so die Menschen in ironischer Weise zu verhöhnen. Man stellt sich also das Schicksal im Sinne einer göttlichen Macht personifiziert vor und schreibt ihm ein ironisches „Handeln“ zu. Die Ironie des Schicksals ist allerdings nur dann als objektive Ironie einzuordnen, wenn dieses Schicksal als blind, also tatsächlich unbewusst und nicht im Sinne einer bewussten, waltenden Macht verstanden wird.
Beispiele für Ereignisse, bei denen von Ironie des Schicksals gesprochen wurde, sind etwa
- die Kette unglücklicher Zufälle in Shakespeares Tragödie Romeo und Julia, die schließlich zum Selbstmord beider führt[15]
- der Untergang des Schlachtschiffes Bismarck im Zweiten Weltkrieg, der ursprünglich durch einen äußerst unwahrscheinlichen Torpedotreffer bei einem Angriff völlig veralteter Bomber verursacht wurde[16]
- der Tod des Formel-I-Rennfahrers Ayrton Senna in Imola 1994, (vermutlich) aufgrund eines gebrochenen Lenkgestänges trotz ansonsten recht fortschrittlicher Sicherheitsmaßnahmen[17]

### Göttliche Ironie
Wenn unter Ironie des Schicksals heute in der Regel eine Verwirklichung statistisch unwahrscheinlicher, aber tatsächlich doch zufälliger Ereignisse verstanden wird, dann entspricht das ursprünglich der Vorstellung, dass es keine gezielte Lenkung der Ereignisse durch eine höhere Macht gibt. Dies widerspricht allerdings den Vorstellungen der meisten Religionen, nicht zuletzt auch des Juden- und Christentums (Psalm 46). Im Christentum ist indes zwar nur selten von göttlicher Ironie die Rede, aber doch finden sich zahlreiche ironische Wendungen in der Bibel, und es ist verschiedentlich auch die Rede davon, dass Gott die Menschen wegen ihres Hochmuts in ironischer Weise verhöhnt bzw. gezielt in die Irre führt, etwa in Psalm 2,4, Psalm 37,13 oder 2. Thessalonicher 2,10–12.

## Ausdrucksformen im Text

### Belletristik
In der Literatur kommt Ironie in allen Formen vor: Zum einen wird rhetorische bzw. sokratische Ironie in Unterhaltungen z. B. zwischen Romanfiguren inszeniert. Hierbei kümmert sich der Autor dann auch darum, dass der Leser erkennt, dass die Romanfiguren rhetorisch bzw. sokratisch-ironisch kommunizieren. Andererseits ist Literatur auch eine monodirektionale Kommunikation zwischen Autor und Leser. Hierbei gibt es bezüglich der Verwendung von rhetorischer Ironie das Problem, dass der Autor im Allgemeinen keine Kenntnis vom Wissensstand des Lesers hat. Dieses Problem kann der Autor z. B. dadurch lösen, dass er den Leser zunächst auf gleiche Augenhöhe bringt, sich also darum kümmert, dass der Leser über das nötige Wissen zur Entschlüsselung der Ironie verfügt. In der anspruchsvollen Literatur jedoch wird die Verantwortung für das Erkennen und Entschlüsseln der Ironie (z. B. durch genaues Studium von Werk, Autor und Literatur im Allgemeinen) ausschließlich dem Leser übertragen. Dabei nimmt der Autor bewusst in Kauf, dass seine Ironie nicht von jedem verstanden wird (was immer wieder vorkommt; siehe beispielsweise die Fernsehsendung Ein Herz und eine Seele).
In der Literaturkritik ist eine weitere Form von Ironie von Bedeutung: In der Romantik wurde mit Ludwig Tieck, besonders aber mit Friedrich Schlegel, der Begriff der Ironie um eine literarische Haltung erweitert, die später als romantische Ironie bezeichnet wurde. Diese zeichnet sich durch eine Distanz zum eigenen Werk aus, die beispielsweise dadurch erreicht wird, dass der Schaffensprozess selbst thematisiert wird, etwa durch Einflechten von Reflexionen über das Schreiben des aktuellen Romans. Das Adjektiv „romantisch“ verweist hier auf das erste Auftreten des Begriffs. Das Attribut „romantisch“ bezieht sich zugleich auf spezifische Erzähltechniken der Romantik: So besteht eine extrafeine Ironie in der Erzählung Die Harzreise von Heinrich Heine darin, dass der Erzähler während der „Gespensterstunde“ ein „Gespenst“ in Gestalt des einige Zeit zuvor verstorbenen Philosophen Saul Ascher die Argumentation des Aufklärers Immanuel Kant referieren lässt, wonach es keine Gespenster geben könne. Damit will der Erzähler beweisen, dass nicht nur die Vernunft eine Kraft sei, sondern auch das Gemüt – ein Anliegen, das Anhänger der Romantik stets vertreten haben. Wäre es anders, müsste die Wahrnehmung der personifizierten Aufklärung als Gespenst sofort abbrechen. Der Erzähler ironisiert die seiner Ansicht nach „gespenstische“ Auffassung Aschers, dass „nur die Vernunft eine Kraft sei“, indem er ihn nach dessen Tod als Gespenst auftreten lässt, ohne dass Aschers Auffassung expressis verbis widersprochen würde.
Allerdings ist der Begriff der romantischen Ironie nicht eindeutig. Er wurde insbesondere seit dem Ende des 19. Jahrhunderts ausführlich diskutiert und erfuhr dabei verschiedene philosophische Differenzierungen (unter anderem → Objektive Ironien und Ironiker). Ironie, jetzt nicht mehr eindeutig Verstellung, sondern „schwebend“ zwischen dem Gesagten und dem klassisch ironisch Gemeinten, wird zur philosophischen Haltung. Thomas Mann beschreibt diese Ironie als heitere Ambiguität. Mit ihr könne er die Antinomien des Lebens aussöhnen, aus dem „Entweder-oder“ ein „Sowohl-als-auch“ machen. Dieses Geltenlassen bedeutet ihm, ähnlich wie Goethe, ein Mehr an Objektivität, denn „Ironie aber ist immer Ironie nach beiden Seiten hin.“ Auch schon für Friedrich Schlegel galt: „Ironie ist klares Bewusstsein der ewigen Agilität, des unendlich vollen Chaos.“
Im 20. Jahrhundert wurde insbesondere durch Richard Rorty der Begriff der Ironie weiterentwickelt zu einer philosophischen Haltung, die sich durch eine ironische Distanz zur eigenen Sprache auszeichnet.

### Drama
Die mit der Bezeichnung romantische Ironie beschriebenen Haltungen lassen sich bis in die Literatur der Antike zurückverfolgen und spielen bis in die heutige Zeit für Literatur (und auch für Film und Theater) eine wichtige Rolle.
Eine weitere Form der literarischen Ironie, die schon in der antiken Tragödie verwendet wurde, ist die dramatische oder tragische Ironie. Hierbei erscheint der Protagonist ahnungslos, während seine Katastrophe für den Leser/Zuschauer usw. erkennbar bevorsteht. Rückblickend auf reale Ereignisse angewandt entspricht diese Formen der Objektiven Ironie.

### Journalismus
Was das Mittel der Ironie im Journalismus angeht, so entstehen dort die gleichen Erkennbarkeitsprobleme wie im Literaturabschnitt beschrieben. Wendet sich eine Zeitschrift an ein spezielles Publikum, so kann Ironie durchaus selbstverständlich sein. Je breiter das Publikum jedoch ist, an das sich ein Journalist richtet, desto größer ist die Gefahr, dass Ironie an einem Teil der Adressaten vorbeigeht. Daher die unter Publizisten übliche Warnung: Ironie versteht der Leser nie. In den Medien ist sie deshalb, von unfreiwilliger Ironie abgesehen, fast nur in Reservaten anzutreffen. Glossen beispielsweise sind zumeist klar als solche gekennzeichnet und haben oft einen festen Stammplatz (Rubrik in der Zeitung, Sendeplatz im Rundfunk).

### Ironiezeichen
Was die Erkennbarkeit von Ironie in der Literatur betrifft, so soll Heinrich Heine, nicht ohne Ironie, die Einführung eines Ironiezeichens analog zum Ausrufezeichen gefordert haben, um Missverständnisse zu vermeiden. Im Französischen wurde ein solches Zeichen, der point d’ironie vom Schriftsteller Alcanter de Brahm erfunden – es hat sich aber nicht durchsetzen können.

### Internet-Kommunikation
Bei der Kommunikation im Internet (beispielsweise in Mitteilungsforen, E-Mails und Chats) pflegen die Partner einen eher lockeren Umgangston. Mit besonderen Zusätzen können sie Gedanken andeuten, die über das geschriebene Wort hinausgehen, zum Beispiel Gefühle und auch Ironie:
- Emoticons als Ersatz für begleitende Mimik (z. B. ;-))
- Inflektive (auch Erikativ genannt) und begrenzt Lautmalereien als Gestik-Ersatz (z. B. *grins*, *zwinker*)
- Versalschrift, Textdicke, -farbe, -größe (u. a. wie -laufweite, inkonsistente Großschreibung einzelner Buchstaben inmitten eines Wortes) dienen zur Hervorhebung als Ersatz für Satzbetonung (z. B. NEIN, wie kommst du denn DARAUF?)
- Gestik, Mimik und Betonung, die bei der schriftlichen Kommunikation nicht sichtbar sind, werden oft durch sichtbare Pseudo-HTML- oder BB-Codes ersetzt. Beispiele sind <ironie>Ja, natürlich!</ironie> oder [ironie]Nein, niemals![/ironie], wobei oft nur der schließende HTML-Tag geschrieben wird. Vor allem im englischen Raum werden die Trennzeichen hierbei weggelassen oder der Inhalt des Tags gekürzt.
- Außerdem wird gelegentlich ein doppelter Zirkumflex ^^ (japanischen horizontalen Emoticons für Lächeln/Grinsen ähnlich) besonders bei der vernetzten Kommunikation der Jugendlichen zur Erkennung ironischen Inhalts verwendet.